# Шазел сир Лион
Шазел сир Лион (фр. Chazelles-sur-Lyon) насеље је и општина у источној Француској у региону Рона-Алпи, у департману Лоара која припада префектури Монбризон.
По подацима из 2011. године у општини је живело 5124 становника, а густина насељености је износила 245,05 становника/km². Општина се простире на површини од 20,91 km². Налази се на средњој надморској висини од 630 метара (максималној 631 m, а минималној 414 m).

## Демографија
| 1962. | 1968. | 1975. | 1982. | 1990. | 1999. | 2011. |
| ----- | ----- | ----- | ----- | ----- | ----- | ----- |
| 5.375 | 5.546 | 5.360 | 5.021 | 4.895 | 4.801 | 5.124 |

График промене броја становника у току последњих година